# Béganne
Béganne en idioma francés y oficialmente, Begaon en bretón,  es una localidad y comuna francesa en la región administrativa de Bretaña, en el departamento de Morbihan, situada a sudeste de Morbihan en la rivera del Vilaine.
Sus habitantes reciben el gentilicio en idioma francés de Bégannais(es).

## Demografía
| 1440 | 1521 | 1486 | 1446 | 1351 | 1307 |
| Para los censos de 1962 a 1999 la población legal corresponde a la población sin duplicidades (Fuente: INSEE [Consultar]) |      |      |      |      |      |

## Lugares de interés
- Castillo de Léhélec, del siglo XVII, alberga un pequeño museo en su interior.